# Avenue de Mazargues
L’avenue de Mazargues est une voie marseillaise située dans les 8e et 9e arrondissements de Marseille. 

## Situation et accès
Elle va de l’avenue du Prado à la rue Émile-Zola qui la prolonge jusqu’à la place de l’église Saint-Roch située dans le quartier éponyme.
Cette longue avenue relie le centre-ville aux quartiers sud en prolongeant l’axe de la rue Paradis au-delà de l’avenue du Prado. Elle traverse les quartiers de Saint-Giniez, de Sainte-Anne et de Mazargues et longe essentiellement des habitations, des résidences et des commerces de proximité.
L’avenue de Mazargues est desservie par les lignes        du réseau RTM, toutes ces lignes démarrent et font terminus à la station de métro Rond-point du Prado.

## Origine du nom
La voie doit son nom au quartier de Mazargues. 

## Historique
Le chemin de Mazargues part à l'origine du chemin de l'Éperon au village de Mazargues ; par délibération du Conseil municipal du 5 février 1895, le chemin de l'Éperon est scindé entre l'avenue Alexandre-Dumas et le chemin de Mazargues à partir du Prado. Le 9 novembre 1964, le chemin prend le nom d'Avenue de Mazargues.